# Jean Darbot
Jean Darbot est un homme politique français né le 8 septembre 1841 à Fresnoy (Haute-Marne) et mort le 30 mars 1921 à Langres (Haute-Marne).

## Biographie
Fils d'agriculteurs, il est diplômé de l'école vétérinaire de Lyon et s'installe en 1863 à Langres. Membre de la commission municipale en 1870, conseiller municipal en 1871, il est maire de Langres de 1880 à 1888. Il est également conseiller général en 1872, et président du conseil général en 1899.
Il est nommé chevalier de la Légion d'honneur en 1884.
En 1888, il est élu sénateur de la Haute-Marne, et sera réélu jusqu'en 1920. Il est secrétaire du Sénat de 1900 à 1902. Il travaille sur les questions agricoles et vétérinaires. Il est membre du conseil supérieur de l'agriculture et président des associations vétérinaires de France.

## Sources
- « Jean Darbot », dans Adolphe Robert et Gaston Cougny, Dictionnaire des parlementaires français, Edgar Bourloton, 1889-1891 [détail de l’édition]
- « Jean Darbot », dans le Dictionnaire des parlementaires français (1889-1940), sous la direction de Jean Jolly, PUF, 1960 [détail de l’édition]